# Zorro Rides Again
Zorro Rides Again is een filmreeks uit 1937, gebaseerd op het personage Zorro. De reeks bestaat uit 12 korte films, met een totale lengte van 212 minuten.
De filmreeks was een van de 66 filmreeksen van Republic Pictures, en de derde met een western thema. De regie was in handen van William Witney en John English. De hoofdrol werd vertolkt door John Carroll. De reeks combineert een westernomgeving met moderne (jaren 30) elementen.

## Verhaal
De film draait om James Vega, de achterkleinzoon van Don Diego (de originele Zorro). Hij wordt door zijn oom, Don Manuel Vega, naar Californië gehaald om Manuel en twee van diens vrienden, Joyce en Phillip Andrews, bij te staan. De spoorweg van Joyce en Phillip wordt bedreigd door J.A. Marsden, een man die de gehele spoorweg in handen wil krijgen met behulp van zijn assistent El Lobo. Manuel hoopt dat James, gezien zijn afkomst, redding kan bieden.
James blijkt echter lang niet zo’n goede vechter als zijn overgrootvader. Desondanks neemt hij de identiteit van Zorro aan om Marsden en El Lobo te verslaan.

## Rolverdeling
| Acteur            | Personage           |
| ----------------- | ------------------- |
| John Carroll      | James Vega / Zorro  |
| Helen Christian   | Joyce Andrews       |
| Reed Howes        | Phillip Andrews     |
| Duncan Renaldo    | Renaldo             |
| Noah Beery        | J.A. Marsden        |
| Richard Alexander | Brad "El Lobo" Dace |
| Nigel De Brulier  | Don Manuel Vega     |
| Robert Kortman    | Trelliger           |
| Jack Ingram       | Carter              |
| Roger Williams    | Manning             |
| Edmund Cobb       | Larkin              |
| Mona Rico         | Carmelita           |
| Tom London        | O'Shea              |
| Harry Strang      | O'Brien             |
| Jerry Frank       | Duncan              |

## Achtergrond

### Productie
Zorro Rides Again werd gefilmd tussen 8 september en 5 oktober 1937 onder de werktitel Mysterious Don Miguel. Het zesde hoofdstuk werd uitgebracht op 20 november 1937, de datum die tegenwoordig ook wordt gehanteerd als premièredatum van de reeks.
De filmreeks werd later gemonteerd tot een 68 minuten durende film, die uitkwam op 22 september 1938. Ook werd de filmreeks begin jaren vijftig omgezet tot een televisieserie van zes afleveringen.
Voor de filmreeks stond een budget van $98.110, maar de uiteindelijke productiekosten kwamen uit op $110.753. Daarbij was de film 12,9 % duurder dan begroot. Indien de serie wel binnen het budget was gebleven, zou het de goedkoopste Republicreeks van dat jaar geworden zijn.

### Hoofdstukken
1. Death from the Sky (29 min 41s)
2. The Fatal Minute (18 min 1s)
3. Juggernaut (16 min 18s)
4. Unmasked (16 min 19s)
5. Sky Pirate (16 min 54s)
6. The Fatal Shot (16 min 32s)
7. Burning Embers (15 min 30s)
8. Plunge of Peril (17 min 10s)
9. Tunnel of Terror (17 min 07s)
10. Trapped (17 min 23s)
11. Right of Way (15 min 47s)
12. Retribution (15 min 47s)

## Trivia
- De Zorro in deze filmreeks gebruikte twee pistolen als zijn wapens in plaats van de traditionele degen en zweep.